# The Solti Foundation U.S.
Die Solti Foundation U.S. ist eine US-amerikanische Stiftung im Gedenken an den Dirigenten Georg Solti mit Sitz in Evanston, Illinois.
Die Solti Foundation U.S. wurde im Jahr 2000 gegründet. Aufgabe der Stiftung ist es begabte junge amerikanische Musiker am Beginn ihrer beruflichen Laufbahn zu unterstützen. Seit dem Jahr 2004 konzentriert sich die Stiftung ausschließlich darauf junge amerikanische Dirigenten zu fördern. Ehrenvorsitzende der Stiftung ist die Witwe von Georg Solti Valerie Solti.
Es werden drei unterschiedliche Förderpreise verliehen:
- The Sir Georg Solti Conducting Award, the Solti Fellow, dotiert mit 25.000 $ (Förderung eines Künstlers über zwei Jahre, Altersgrenze 38 Jahre).
- The Sir Georg Solti Emerging Conductor Award, dotiert mit 10.000 $ (Förderung eines Künstlers über ein Jahr, Altersgrenze 35 Jahre)
- The Solti Foundation U.S. Career Development Award, dotiert mit 5.000 $ (Förderung eines Künstlers über ein Jahr, Altersgrenze 32 Jahre)

## Preisträger
2003
- Stacey Tappan (Sopran)
- Quinn Kelsey (Bariton)

2004
- Thomas Rimes (The Solti Foundation U.S. Award, $12.500)

2005
- Carlos César Rodríguez (The Solti Foundation U.S. Award, $12.500)

2006
- Sara Jobin (The Solti Foundation U.S. Career Assistance Award)
- Eric Melear (The Solti Foundation U.S. Award, $12.500)

2007
- Anthony Barrese (The Sir Georg Solti Conducting Award, $25.000)

2008
- Joseph F. Young (The Solti Foundation U.S. Career Development Award, $5.000)

2009
- Case Scaglione (The Solti Foundation U.S. Career Assistance Award, in diesem Jahr geteilt verliehen)
- Kelly Kuo (The Solti Foundation U.S. Career Assistance Award, in diesem Jahr geteilt verliehen)
- James Feddeck (The Solti Foundation U.S. Career Assistance Award, in diesem Jahr geteilt verliehen)
- Erik Nielsen (The Sir Georg Solti Conducting Award, $25.000)

2010
- Robert Trevino (The Solti Foundation U.S. Career Assistance Award, in diesem Jahr geteilt verliehen)
- Christopher Hill (The Solti Foundation U.S. Career Assistance Award, in diesem Jahr geteilt verliehen)
- Kazem Abdullah (The Solti Foundation U.S. Career Assistance Award, in diesem Jahr geteilt verliehen)
- Yaniv Attar (The Solti Foundation U.S. Career Development Award, $5.000)
- Ryan McAdams (Sir Georg Solti Emerging Conductor Award, $10.000)

2011
- Ward Stare (The Solti Foundation U.S. Career Assistance Award, in diesem Jahr geteilt verliehen)
- Sean Newhouse (The Solti Foundation U.S. Career Assistance Award, in diesem Jahr geteilt verliehen)
- Ankush Kumar Bahl (The Solti Foundation U.S. Career Assistance Award, in diesem Jahr geteilt verliehen)
- Case Scaglione (The Sir Georg Solti Conducting Award, $25.000)

2012
- Joshua Weilerstein (The Solti Foundation U.S. Career Assistance Award, in diesem Jahr geteilt verliehen)
- Francesco Lecce-Chong (The Solti Foundation U.S. Career Assistance Award, in diesem Jahr geteilt verliehen)
- Vladimir Kulenovic (The Solti Foundation U.S. Career Assistance Award, in diesem Jahr geteilt verliehen)
- Nicholas Hersh (The Solti Foundation U.S. Career Assistance Award, in diesem Jahr geteilt verliehen)
- Yaniv Attar (The Solti Foundation U.S. Career Assistance Award, in diesem Jahr geteilt verliehen)
- Robert Treviño (The Solti Foundation U.S. Career Development Award, $5.000)
- Cristian Macelaru (Sir Georg Solti Emerging Conductor Award, $10.000)

2013
- Roger Kalia (The Solti Foundation U.S. Career Assistance Award, in diesem Jahr geteilt verliehen)
- Christopher James Lees (The Solti Foundation U.S. Career Assistance Award, in diesem Jahr geteilt verliehen)
- James Feddeck (The Sir Georg Solti Conducting Award, $25.000)

2014
- Lee Mills (The Solti Foundation U.S. Career Assistance Award, in diesem Jahr geteilt verliehen)
- Yaniv Attar (The Solti Foundation U.S. Career Assistance Award, in diesem Jahr geteilt verliehen)
- Connor Gray Covington (The Solti Foundation U.S. Career Assistance Award, in diesem Jahr geteilt verliehen)
- Shizuo Z. Kuwahara (The Solti Foundation U.S. Career Assistance Award, in diesem Jahr geteilt verliehen)
- Cristian Macelaru (The Sir Georg Solti Conducting Award, $25.000)

2015
- Kazem Abdullah (The Solti Foundation U.S. Career Assistance Award, in diesem Jahr geteilt verliehen)
- Joseph Young (The Solti Foundation U.S. Career Assistance Award, in diesem Jahr geteilt verliehen)
- Ankush Kumar Bahl (The Solti Foundation U.S. Career Assistance Award, in diesem Jahr geteilt verliehen)
- Karina Canellakis (The Solti Foundation U.S. Career Assistance Award, in diesem Jahr geteilt verliehen)
- Joshua David Gersen (The Solti Foundation U.S. Career Assistance Award, in diesem Jahr geteilt verliehen)
- Yuga Cohler (The Solti Foundation U.S. Career Assistance Award, in diesem Jahr geteilt verliehen)
- Daniel Black (The Solti Foundation U.S. Career Assistance Award, in diesem Jahr geteilt verliehen)
- Keitaro Harada (The Solti Foundation U.S. Career Assistance Award, in diesem Jahr geteilt verliehen)
- Nicholas Hersh (The Solti Foundation U.S. Career Assistance Award, in diesem Jahr geteilt verliehen)
- Vladimir Kulenovic (The Sir Georg Solti Conducting Award, $25.000)